# Tekenu
| X1 · V31 | W24 |

| X1 · V31 | W24 |

Tekenu je staroegyptský posvátný symbol ne zcela jasného významu spojený s pohřebním kultem. Je zobrazován v pohřebním průvodu v podobě mužské postavy sedící, případně ležící na nosítkách nebo dřevěných saních, zahalené do pláště nebo zvířecí kůže. Podle starších (dnes již patrně překonaných) názorů představuje lidskou oběť přinášenou údajně při pohřbu panovníků.
Současné interpretace tohoto symbolu jsou nejednotné. Podle některých egyptologů není tekenu skutečná osoba, ale schránka na ty části těla zemřelého, které se oddělily při mumifikaci, ale nebyly ukládány do kanop. Taková součást pohřební výbavy ovšem není prozatím archeologicky přesvědčivě prokázána. Podle jiných názorů tekenu představuje symbol znovuzrození – mytického slunečního býka, který sám sebe každodenně zplodí se svou matkou – nebem, aby se mohl zrodit na východním horizontu jako Kamutef.